# Danh sách Phu nhân Chủ tịch nước Việt Nam
Dưới đây là danh sách các Phu nhân Chủ tịch nước Việt Nam. Đã có 13 người đảm nhiệm vai trò này kể từ năm 1969. Vị trí phu nhân chủ tịch nước hiện nay là bà Nguyễn Thị Minh Nguyệt, phu nhân của ông Lương Cường, Uỷ viên Bộ Chính trị, Chủ tịch nước Cộng hòa xã hội chủ nghĩa Việt Nam.

## Vai trò
Đây không phải là một vị trí chính thức nên không được trả lương hay có văn phòng và đội ngũ giúp việc chính thức. Phu nhân Chủ tịch nước đóng vai trò tháp tùng Chủ tịch nước trong các chuyến thăm cấp nhà nước cũng như tiếp đãi nguyên thủ quốc gia và phu nhân của họ khi đến thăm Việt Nam. Báo chí và cộng đồng mạng đôi khi cũng gọi Phu nhân Chủ tịch nước là Đệ nhất Phu nhân Việt Nam.

## Danh sách
| STT                                                                    | Chân dung                                                  | Tên                                              | Nhiệm kỳ bắt đầu                                 | Nhiệm kỳ kết thúc                                | Chủ tịch nước                                    |
| Phu nhân Chủ tịch nước Việt Nam Dân chủ Cộng hòa                       | Phu nhân Chủ tịch nước Việt Nam Dân chủ Cộng hòa           | Phu nhân Chủ tịch nước Việt Nam Dân chủ Cộng hòa | Phu nhân Chủ tịch nước Việt Nam Dân chủ Cộng hòa | Phu nhân Chủ tịch nước Việt Nam Dân chủ Cộng hòa | Phu nhân Chủ tịch nước Việt Nam Dân chủ Cộng hòa |
| ---------------------------------------------------------------------- | ---------------------------------------------------------- | ------------------------------------------------ | ------------------------------------------------ | ------------------------------------------------ | ------------------------------------------------ |
| —                                                                      | không có hoặc không rõ                                     | không có hoặc không rõ                           | 2 tháng 9 năm 1945                               | 2 tháng 9 năm 1969                               | Hồ Chí Minh                                      |
| —                                                                      |                                                            | Nguyễn Thị Sắt 1881 – 1953                       | 29 tháng 5 năm 1946                              | 21 tháng 10 năm 1946                             | Huỳnh Thúc Kháng (Quyền)                         |
| 1                                                                      | Doan Thi Giau (cropped).jpg                                | Đoàn Thị Giàu 1898 – 1974                        | 2 tháng 9 năm 1969                               | 25 tháng 5 năm 1974 †                            | Tôn Đức Thắng                                    |
| —                                                                      | không có                                                   | không có                                         | 25 tháng 5 năm 1974                              | 2 tháng 7 năm 1976                               | Tôn Đức Thắng                                    |
| Phu nhân Chủ tịch nước Cộng hòa Xã hội Chủ nghĩa Việt Nam              |                                                            |                                                  |                                                  |                                                  |                                                  |
| —                                                                      | không có                                                   | không có                                         | 2 tháng 7 năm 1976                               | 30 tháng 3 năm 1980                              | Tôn Đức Thắng                                    |
| —                                                                      |                                                            | Dương Thị Chung 1922 – 2018                      | 30 tháng 3 năm 1980                              | 4 tháng 7 năm 1981                               | Nguyễn Hữu Thọ                                   |
| Phu nhân Chủ tịch Hội đồng Nhà nước Cộng hòa Xã hội Chủ nghĩa Việt Nam |                                                            |                                                  |                                                  |                                                  |                                                  |
| 2                                                                      |                                                            | Nguyễn Thị Minh 1912 – 2001                      | 4 tháng 7 năm 1981                               | 18 tháng 6 năm 1987                              | Trường Chinh                                     |
| 3                                                                      |                                                            | Phan Thị Nể ? – ?                                | 18 tháng sáu 1987                                | 22 tháng 9 năm 1992                              | Võ Chí Công                                      |
| Phu nhân Chủ tịch nước Cộng hòa Xã hội Chủ nghĩa Việt Nam              |                                                            |                                                  |                                                  |                                                  |                                                  |
| 4                                                                      |                                                            | Võ Thị Lê 1928 – 2016                            | 23 tháng 9 năm 1992                              | 24 tháng 9 năm 1997                              | Lê Đức Anh                                       |
| 5                                                                      |                                                            | Nguyễn Thị Vinh ? –                              | 24 tháng 9 năm 1997                              | 27 tháng 6 năm 2006                              | Trần Đức Lương                                   |
| 6                                                                      | First Lady Tran Thi Kim Chi of Vietnam (2006).jpg          | Trần Thị Kim Chi ? –                             | 27 tháng 6 năm 2006                              | 25 tháng 7 năm 2011                              | Nguyễn Minh Triết                                |
| 7                                                                      | First Lady Mai Thi Hanh of Vietnam in New Delhi (2011).jpg | Mai Thị Hạnh 1956 –                              | 25 tháng 7 năm 2011                              | 2 tháng 4 năm 2016                               | Trương Tấn Sang                                  |
| 8                                                                      | Vietnam First Lady Nguyen Thi Hien.jpg                     | Nguyễn Thị Hiền 1958 –                           | 2 tháng 4 năm 2016                               | 21 tháng 9 năm 2018                              | Trần Đại Quang †                                 |
| —                                                                      | không có                                                   | không có                                         | 21 tháng 9 năm 2018                              | 23 tháng 10 năm 2018                             | Đặng Thị Ngọc Thịnh (Quyền)                      |
| 9                                                                      | Madame Ngo Thi Man of Vietnam in 2019.jpg                  | Ngô Thị Mận 1948 –                               | 23 tháng 10 năm 2018                             | 5 tháng 4 năm 2021                               | Nguyễn Phú Trọng                                 |
| 10                                                                     | Tranthinguyetthu.jpg                                       | Trần Thị Nguyệt Thu 1957 –                       | 5 tháng 4 năm 2021                               | 18 tháng 1 năm 2023                              | Nguyễn Xuân Phúc                                 |
| —                                                                      |                                                            | Nguyễn Khánh Hiệp ? –                            | 18 tháng 1 năm 2023                              | 02 tháng 03 năm 2023                             | Võ Thị Ánh Xuân (Quyền)                          |
| 11                                                                     |                                                            | Phan Thị Thanh Tâm ? –                           | 02 tháng 03 năm 2023                             | 21 tháng 3 năm 2024                              | Võ Văn Thưởng                                    |
| —                                                                      |                                                            | Nguyễn Khánh Hiệp ? –                            | 21 tháng 3 năm 2024                              | 22 tháng 5 năm 2024                              | Võ Thị Ánh Xuân (Quyền)                          |
| 12                                                                     |                                                            | Ngô Phương Ly 1960 –                             | 22 tháng 05 năm 2024                             | 21 tháng 10 năm 2024                             | Tô Lâm                                           |
| 13                                                                     |                                                            | Nguyễn Thị Minh Nguyệt ? –                       | 21 tháng 10 năm 2024                             | nay                                              | Lương Cường                                      |